# Feuerbachhaus (Speyer)
Das Feuerbachhaus ist ein der Familie Feuerbach gewidmetes Museum in der Allerheiligenstraße 9 in Speyer. Das Anwesen verfügt über einen Barockgarten und grenzt an die alte Stadtmauer. Der Archäologe Joseph Anselm Feuerbach lebte dort 10 Jahre mit seiner Familie. Sein Sohn, der bedeutende Maler Anselm Feuerbach, wurde in diesem Haus geboren.

## Geschichte
Das Feuerbachhaus wurde um 1800 erbaut, 1848 durch einen Anbau des Vorderhauses erweitert und 1912 von der Stadt Speyer erworben. Die wirtschaftlichen Verhältnisse erlaubten in den Jahren nicht die Instandhaltung des Anwesens, sondern lediglich das Anbringen einer Ehrentafel neben der Eingangstür in den Gedenkjahren 1929/30. Der Stadtrat beschloss dann 1967 das heruntergekommene Haus abzureißen, was aber durch eine Bürgerinitiative verhindert wurde. Der im Jahr 1971 gegründete Verein „Feuerbachhaus e. V.“ rettete das Haus endgültig vor dem Abbruch und richtete es als Gedenkstätte und Museum ein. Finanziell wurde das Projekt von zahlreichen Bürgern und Betrieben, der Stadt Speyer und vom Land Rheinland-Pfalz getragen. Der Garten des Feuerbachhauses wurde 1987 durch einen Gartenarchitekten wieder in seinen ursprünglichen Zustand versetzt.

## Ausstellung
Im Erdgeschoss befinden sich neben einer Gaststube, Versammlungs-, Ausstellungs- und Konferenzräume. Im Obergeschoss werden mehr als 30 Originalgemälde und -zeichnungen des Malers, sowie Autographen, Dokumente und Bücher der Familie ausgestellt. Eine Dokumentation zeigt die wichtigsten Hauptwerke von Anselm Feuerbach als Fotoreproduktion und Schaubilder. Das Feuerbachhaus hat zudem eine Studienbibliothek und ein Archiv.